# Верджил Ортіс
Верджил Ортіс (англ. Vergil Ortiz; нар. 25 березня 1998, Гранд-Прері, Даллас, Техас) — американський професійний боксер мексиканського походження,  «тимчасовий» чемпіон WBC (2024—т.ч.) у першій середній вазі

## Аматорська кар'єра
Верджил Ортіс почав займатися спортом з п'яти років за підтримки свого батька. З восьми років він зосередився на боксі. Він був багаторазовим чемпіоном США у кількох вагових категоріях, починаючи з мінімальної ваги, та переможцем юнацьких американських Олімпійських ігор 2013 року. Аматорську кар'єру Верджил Ортіс завершив з рекордом 140-20.

## Професіональна кар'єра
Ортіс дебютував на професійному рингу 2016 року. 10 серпня 2019 року в бою проти мексиканця Антоніо Ороско він завоював вакантний титул WBA Gold у напівсередній вазі. За підсумками 2019 року журнал «Ринг» визнав Ортіса проспектом року.
Захищаючи звання «золотого» чемпіона, Ортіс переміг таких суперників, як Бред Соломон, Самуель Варгас та Моріс Гукер.

### Ортіс проти Каваляускаса
14 серпня 2021 року відбувся бій між Верджилом Ортісом і найнебезпечнішим на той момент в його кар'єрі суперником Егідіюсом Каваляускасом (Литва). Ортіс п'ять разів збивав Каваляускаса з ніг і здобув перемогу технічним нокаутом у восьмому раунді, довівши що він готовий до поєдинку за звання чемпіона світу.

### Перехід до першої середньої ваги
6 серпня 2022 року здобув перемогу над Майклом Маккінсоном і став обов'язковим претендентом на титул чемпіона WBA у напівсередній вазі, яким володів литовець Еймантас Станіоніс. Їх поєдинок планувався на березень 2023 року, але був перенесений на квітень через видалення апендикса у чемпіона. У квітні бій теж не відбувся через проблеми зі здоров'ям у американця. Поєдинок отримав нову дату 8 липня 2023 року, але знов був відмінений, оскільки напередодні поєдинку Ортіс знепритомнів і його відправили в лікарню.
Позбувшись проблем зі здоров'ям, повернувся на ринг 6 січня 2024 року у новій для себе першій середній вазі і менш ніж за раунд зупинив ганійця Фредеріка Ловсона.
Станом на липень 2024 року Верджил Ортіс був 100-відсотковим нокаутером — 21-0, 21KO.
10 серпня 2024 року в бою проти Сергія Богачука (Україна) завоював титул «тимчасового» чемпіона за версією WBC у першій середній вазі, вперше здобувши перемогу рішенням більшості суддів по завершенню усього відведеного часу бою.
22 лютого 2025 року здобув перемогу над ексчемпіоном світу Ісроїлом Мадримовим (Узбекистан).